# Pellet kazán
A pellet kazán a szilárd tüzelésű kazánok azon fajtája, amely biomasszából, fenyő vagy bármilyen más fafajta faipari melléktermékéből (forgács, fűrészpor, kisebb fahulladék darabok) készített pellet elégetésével fűt.

## Alapanyaga
Az égéshez használt pellet egy olyan természetes fából készült, biomassza alapanyagokból sajtolt, henger alakú, nagy nyomáson préselt rostos anyag, amelyet önmaga vagy egyéb belekevert anyag tart össze, ennek köszönhetően kiválóan ég. Általában 6 mm átmérőjű és 2,5-5 cm hosszúságú.  Leggyakrabban fűrészpor vagy faforgács felhasználásával készül. A fából készített fapellet átlagos hőértéke 5,14 kWh/kg 0,5–1%-os hamutartalom mellett. Energiaértéke magas, tárolása egyszerű.

## Részei
Általában három fő részét különböztetjük meg. Ezek a következők: pellet tárolására és égőhöz szállítására szolgáló rész, pelletégető rész, végezetül pedig a hőcserélő, azaz maga a kazán.

## Működése
A pelletégetőben található csiga folyamatosan és automatikusan adagolja a forgácsot, pelletet szabályozott működés mellett. Az égéshez használt levegőt az égőben elhelyezett ventilátor biztosítja. A magasabb hatásfokkal üzemelő kazánok lambda szondával felszerelve támogatják a hatékonyabb működést. Ezután a hőcserélőben felszabadult hőenergia átadódik a hőszállító közegnek.
Rendkívül környezetbarát fűtési módszer, mert újrahasznosított alapanyagokat használ el, valamint károsanyag-kibocsátása is alacsony, köszönhetően szabályozott működésének.
Mivel a fűrészporból préselt pellet szemcsemérete homogénebb a fánál, ezért automatizáltabban fűthető vele a kazán, mint a tűzifával. A pellettartályban maximálisan elhelyezhető 1 m3 fapelletet egy 3,5kW-os kazán átlagosan egy hónap alatt használja fel. Az égés következtében keletkező, 1 kg-ot nem meghaladó salakanyag pedig a kazán salaktálcájára jut. Automatizált működésének köszönhetően  napokon át képes a megfelelő hőmérsékletet biztosítani felügyelet nélkül.